# Wimshurst-generator
Wimshurst-generatoren eller Wimshurst-influensmaskinen er en elektrostatisk generator, som genererer højspænding og som blev udviklet mellem 1880 og 1883 af den britiske opfinder James Wimshurst (1832–1903).
Wimshurst-generatoren har en distinkt udseende med to stor modsat roterende skiver monteret i et lodret plan, med to krydsende ledere med metalbørster - og et gnistgab, der udgøres af to metalkugler.